# Timothy Dalton
Timothy Dalton (/ˈdɔːltən/; tên khai sinh: Timothy Leonard Dalton Leggett; sinh ngày 21/3/1946) là nam diễn viên người Anh Quốc.

## Thời thơ ấu
Dalton sinh ra tại Colwyn Bay, North Wales. Cha ông, Peter Dalton Leggett, là người Anh còn mẹ ông, Dorothy Scholes, là người Mỹ gốc Ireland và Ý. Trước khi ông tròn 4 tuổi, cả gia đình ông chuyển đến ở tại Belper, Derbyshire.